# Sân bay Mangochi
Sân bay Mangochi (IATA: MAI, ICAO: FWMG) là một sân bay đã ngừng hoạt động tại thị trấn Mangochi thuộc vùng Nam, Malawi.